# 古村啓蔵
古村 啓蔵（こむら けいぞう、1896年（明治29年）7月20日 - 1978年（昭和53年）2月7日）は、日本の海軍軍人。最終階級は海軍少将。位階および勲等は従四位・勲二等。戦艦「武蔵」の第2代艦長であり、坊の岬沖海戦では軽巡洋艦「矢矧」に乗艦。第二水雷戦隊を指揮していた。あだ名は「両舷直の親玉」。

## 経歴
長野県上伊那郡朝日村（現辰野町）出身。長野県立諏訪中学校（現長野県諏訪清陵高等学校）卒後、海軍兵学校45期を89名中10位の成績で卒業。病のため1年留年している。海軍兵学校の同期生では、坊の岬沖海戦時に共に戦った第二艦隊参謀長森下信衛少将、同郷同窓の戦艦「大和」艦長有賀幸作大佐（戦死後中将）が有名である。ちなみに有賀幸作の父作太郎は古村の兵学校入学時の保証人でもある。
海軍大学校甲種学生(27期)、英国駐在、教育局第二課長等を経て太平洋戦争開戦を迎えた。
重巡洋艦「筑摩」艦長として真珠湾攻撃、ミッドウェイ海戦に参加。南太平洋海戦では被弾により負傷（顔面、首などにかすり傷、両耳の鼓膜が破れる）しながら指揮をとった。その後戦艦「扶桑」艦長となるも1943年（昭和18年）6月8日柱島泊地の「扶桑」を離れ、翌日「武蔵」第2代艦長に就任。6月24日昭和天皇の「武蔵」行幸を迎えたのち連合艦隊司令長官古賀峯一大将と共にトラック諸島に赴く。11月1日少将に進級。12月6日第三艦隊参謀長となり、1944年(昭和19年)3月1日からは第一機動艦隊参謀長を兼ねた。マリアナ沖海戦を戦い、第一航空戦隊司令官を経て、1945年(昭和20年)1月3日、第二水雷戦隊司令官となる。4月6日天一号作戦が発動され旗艦である「矢矧」に乗艦し出撃するも、4月7日坊の岬沖海戦でアメリカ航空艦隊の艦載機による攻撃を受け、奮戦及ばず「矢矧」は沈没する。古村は部下に退艦を促し、艦長の原為一大佐とともに艦にとどまったが海に投げ出され、漂流しながら戦艦「大和」が沈没する姿を目撃した。その後駆逐艦「初霜」に救助され生還する。帰還後は横須賀鎮守府参謀長就任兼副司令兼食料担当司令として終戦を迎えた。開戦から終戦近くまで一貫して艦隊勤務であった。
1947年（昭和22年）11月28日、公職追放仮指定を受けた。

## 人物
- 底無し沼と呼ばれるほどの大酒飲みであり、留年の原因となった病も暴飲暴食によるものであったほどだったが大変部下想いの上司であった[4]。沖縄特攻直前、英語で作戦を批判していた「矢矧」配属の日系人通信士官（山田重夫、倉本重明）に気さくに声をかけ、「最後まで助かる努力をせよ」と英語で励ましている[5]。帰還後、佐世保将校クラブ「水交社」で原と食事をした際、生還した前述の山田少尉を席に招き、食事後は少尉を敬礼ではなく握手で次の任地へと送り出した[6]。
- 妻は結婚当時の上司飯田延太郎の娘で、結婚後は東京に住居を構え、住民票も一緒に移している。生家は長野県上伊那郡辰野町沢底で跡地は公民館になっている。4人兄弟（男）の総領であったが、兄である実業家の古村誠一がいる。
- 小説家の吉村昭によれば、小説『戦艦武蔵』（新潮社 1966）を発行したのを機会に戦艦「武蔵」の生存者、設計者、建造者（三菱重工）が一同に期した会食を開いた。松本喜太郎（大和型戦艦基本設計者）、千早正隆（武蔵艤装員）、古賀繁一、福井静夫、池田貞枝（武蔵航海長）らが集まり、内藤初穂が司会をつとめた。古村も武蔵艦長として招かれており、吉村昭は「死線を越えた人らしい精悍な顔付きだった。その中でも古村は堂々たる体格と風貌で、いかにも大艦長らしい風格があった」と評した[7]。会の進行中、内藤が次の話し手を求めたところ、古村（元海軍少将）が不意に「俺に話させろ」と立ち上がった。元海軍大尉だった内藤はその場で直立不動の姿勢になったという[8]。
- 戦後は山本リンダのファンクラブに入会したり、長唄のコンサートも開いたこともあった。

## 古村啓蔵を演じた人物
- 本田博太郎（『男たちの大和』）